# Yusuke Suzuki
Yūsuke Suzuki (japanska: 鈴木雄介?, Suzuki Yūsuke) , född 2 januari 1988, är en japansk gångare.
Vid VM 2019 i Doha tog Suzuki guld på 50 km gång.